# Mjövattnet, Skellefteå kommun
Mjövattnet är en småort i Burträsks socken i Skellefteå kommun. Den är belägen vid Bureälven, mellan sjöarna Mjövattsträsket och Fäbodträsket.

## Historia
1543 utfärdade Gustav Vasa en förordning om allmän och beskedlig skattläggning av Västerbotten. I den förteckningen över Västerbotten som upprättades som ett resultat av förordningen framgår att Mjödvattnet då hade sex bönder. Dessa hade tillsammans 28.5 spannland åker och 40 spannland äng. 
Befolkningen i byn var därefter tämligen konstant fram till i mitten av 1700-talet då den plötsligt ökade snabbt. 1775, efter en period av befolkningstillväxt, byggdes kyrkvägen från Burträsk till Mjödvattnet. Under 1860-talet emigrerade många från byn, bland annat till Amerika och till malmfälten i Norrbotten. 
Genom merparten av byns historia, till långt in på 1900-talet, har jordbruket varit den dominerande försörjningen. Skogsbruk, tjärbränning, kolning, salpeter, pottasketillverkning och flottning har dock varit viktiga binäringar. Dessutom har många i byn ägnat sig åt olika hantverk. Skräddare, skomakare, snickare och smeder har varit vanliga yrken långt in på 1900-talet.

## Näringsliv
Idag finns en industri i Mjövattnet, Nymek, vilket är ett underleverantörsföretag.